# Neopanorpa tibetensis
Neopanorpa tibetensis is een insect uit de orde van de schorpioenvliegen (Mecoptera), familie van de schorpioenvliegen (Panorpidae). De wetenschappelijke naam van de soort is voor het eerst geldig gepubliceerd door Hua & Chou in 1999.
De soort komt voor in China.